# Yugala Dighambara

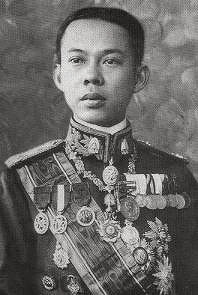
Yukhon Thikhamporn (1883–1932) in jungen Jahren

Prinz Yugala Dighambara, Fürst von Lop Buri, (voller Titel: Thai: สมเด็จพระเจ้าบรมวงศ์เธอ เจ้าฟ้ายุคลฑิฆัมพร กรมหลวงลพบุรีราเมศร, RTGS: Somdet Phrachao Borommawongthoe Chao Fa Yukhon Thikhamphon Kromma Luang Lop Buri Ramet; * 17. März 1883 in Bangkok; † 8. April 1932) war ein Sohn des thailändischen Königs Rama V. (Chulalongkorn). Er war Vizekönig für Süd-Thailand und Innenminister von Siam.

## Leben
Prinz Yugala studierte an der Universität Cambridge, wo er auch seinen Abschluss machte, kehrte dann nach Bangkok zurück und diente anschließend unter seinem Halbbruder Vajiravudh (Rama VI.) als Uparat („Vizekönig“) für den Süden des Landes. König Prajadhipok (Rama VII.) ernannte ihn 1926 zum Mahatthai (Innenminister).
Prinz Yukhon war verheiratet mit Prinzessin Chaloemkhetra Mankala Banuband, einer Tochter von Prinz Banurangsi Sawangwongse. Einer der Enkel aus dieser Verbindung ist der bekannte thailändische Filmemacher Chatrichaloem Yukol.
Prinz Yugala Dighambara starb am 8. April 1932.